# 星織夢未來
《星织梦未来》是2014年7月25日发售的Windows平台18禁恋爱冒险游戏。
本作品由tone work's企划制作，株式会社Visual Art's销售。剧情分为School篇和After篇两部分，School篇描绘男女主角在学园生活中相恋，After篇描绘成为恋人的两人离开学园后所走的道路。在2014年发售的美少女游戏销量排行中，《星织梦未来》列入前25名之内。在美少女游戏杂志针对当年发售的美少女游戏所举行的玩家人气投票中，本作品在综合部门最高排名第4名。
2016年8月10日，PROTOTYPE发售本作品PlayStation Vita移植版《星织梦未来 Converted Edition》，2017年9月14日发售PlayStation 4版。2021年6月25日，Windows版《星织梦未来 Perfect Edition》发售，融入游戏机版本要素，并支持全高清分辨率。

## 游戏系统
本作品是恋爱冒险游戏，玩家需要阅读从男主角日野涼介（／）视角撰写的文字。这些文字和小说一样，包括叙述部分和对话部分。随着游戏进行，玩家可以看到特殊图像（CG）。游戏设有CG与背景音乐（BGM）鉴赏功能，通关一次后即可使用。
本作品的剧情走向和结局取决于玩家选择的选项，游戏会在特定时候暂停并显示这些选项。玩家选择的选项会改变剧情发展，导向不同结局。本作品剧情主要有6种走向，各对应一个少女的故事。要阅读所有故事，玩家需要多次重玩，选择不同选项，以进入不同路线。
与tone work's前一作品《初恋1/1》一样，《星织梦未来》包含一个使用智能手机的系统。游戏中，男主角会用自己的智能手机和女主角通电话或互发文字信息，有时也会在和某一女主角交谈时，收到其他女主角的来电或信息。另外，玩家可以借助游戏中智能手机的相机功能，将喜欢的场景截图保存。PS Vita版玩家可通过触控屏操作游戏中的智能手机。

## 故事
立志成为建筑师的男主角日野涼介，时隔7年回到故乡汐凪市。他转入汐凪第一学园，与青梅竹马重逢，又遇见新的少女。之后涼介加入活动运营委员会，与6名女主角——逢坂空、篠崎真里花、濑川夏希、沖原美砂、鸣泽律佳、雪村透子——互相交流，逐渐和当中一人亲密起来。
除上述男女主角外，本作品还有3名配角。韮泽秀一（／）是涼介的儿时玩伴，在涼介加入的活动运营委员会担任委员长。我妻盛夫（／）是涼介崇拜的建筑师，在After篇中雇佣涼介。另一个配角，鸣泽巡（／）是鸣泽律佳的妹妹，专业钢琴家，在律佳的School篇和After篇中登场。

### 逢坂空路线
少女逢坂空（／）喜爱星星，是天文部唯一部员。凉介与空相遇后，经常泡在天文部进行天文观测。出于好奇，凉介询问空为什么喜欢星星，空回答是因为儿时遇见的一个男孩。小时候，空曾在七夕祭迷路，当时她巧遇一个男孩，和他聊星星时受到很大鼓励。空因此更加喜欢星星，认为星星会给人提供相遇的机会。面对这个对空的人生带来很大影响的男孩，凉介心生敌意。凉介最终意识到自己喜欢空，并向她表白。空回答要考虑一下，要凉介等待答复。过了一阵，凉介回想起小时候曾和一个女孩讨论星座。发现空在儿时遇见的男孩就是凉介后，空向凉介表达自己的心意。两人开始交往。
两人第一次约会去了星象馆。这次约会使空决定以后要成为星象馆讲解员，天文部在七夕祭的展示定为星象馆。凉介和空在其他女主角帮助下开始准备展览。他们集资租借投影器，又制作圆顶，途中圆顶一度倒塌，但最后星象馆还是成功完成。七夕祭当天，星象馆大受欢迎，甚至需排队等候入场。七夕祭结束后，凉介和空在星空下誓言永不分离，School篇落下帷幕。
After篇开始时，距离凉介从大学毕业，入职我妻建築事務所已过去5年。凉介独立创办日野建築事務所，空则在市科学博物馆担任星象馆讲解员。凉介独立创业后参与设计朋友秀一的住宅以及市文化馆建筑，空则制定了流星主题的星象馆新企划。空工作的科学博物馆因改建公开招募设计师，凉介参加后，凭借优秀的设计和知名度，脱颖而出，顺利获得设计工作。空的星象馆新企划也取得成功，空升任星象馆部门主任。凉介之后向空求婚，双方在夏威夷群岛的茂纳凯亚火山举办婚礼。婚礼结束后，凉介和空在当地一同观星。过了一段时间，科学博物馆改建完成，重新开放。空在星象馆展开讲解，After篇落下帷幕。

### 篠崎真里花路线
少女篠崎真里花（／）是凉介的青梅竹马，小时候患有哮喘，上学经常请假，不过剧情开始时已痊愈。凉介回到汐凪市后与真里花重逢，两人协助实施名为“天体水族馆”的七夕祭企划。这项企划由自然科学部和天文部共同推出，即在同一房间内摆放水族箱和星象仪，同时展出。凉介等人开展准备工作，自行制作水族馆使用的水族箱和过滤系统，以及星象馆使用的投影器。由于水族箱做好后漏水，凉介等人又弄到特殊的填缝剂，重新制作水族箱。投影器采用针孔式设计，制作过程中，恒星球曾在光源热量下熔化，最后靠更换光源和恒星球解决问题。
在天体水族馆准备过程中，凉介和真里花互相爱慕，两人开始交往。凉介数次去真里花家中做客，结果和真里花的父亲浩二发生冲突，因为浩二不愿意真里花与涼介交往。最后浩二甚至告知凉介，如果天体水族馆展示结果不佳，就要他和真里花分手。七夕祭当天，天体水族馆热闹非凡。浩二参观天体水族馆后，向凉介坦言感到“很厉害”。七夕祭次日，浩二将凉介叫去，告诉他真里花从小到大因为哮喘受了多少苦。凉介向浩二发誓，一定会给真里花幸福。之后，凉介和真里花畅谈彼此梦想（建筑师和保育员）以及两人的幸福未来，School篇落下帷幕。
After篇开始时，是凉介入职我妻建築事務所的第三年，真里花已经当上保育员。凉介之后通过一级建筑师学科考试，并向真里花求婚，希望制图考试通过后真里花能嫁给他，真里花同意。求婚后，凉介被浩二叫去，得知真里花曾经想尽一切办法治疗哮喘。真里花之所以这么努力，是因为小时候的哮喘，使自己没能和凉介留下太多回忆。听完这番话，凉介请求浩二允许自己和真里花结婚。浩二认为凉介信守承诺、真诚，对待真里花也十分认真，同意他和真里花结婚。一段时间后，两人举办婚礼，真里花在婚礼上读出写给父母的信。之后凉介和真里花生下小孩，After篇落下帷幕。

### 濑川夏希路线
少女濑川夏希（／）是毕业相册制作委员会成员，总是拿着相机在校园内跑来跑去，为毕业相册拍摄照片。在School篇中，凉介协助夏希摄影。自然科学部将在七夕祭举办迷你海棲生物館，主要展示栖息于当地的海洋生物。天文部则会摆放展板，介绍星座和神话故事。两部都请求夏希帮忙摄影。夏希先帮自然科学部拍摄鱼类，结果拍出来像图鉴照片。夏希对这些照片不满意，重新拍摄，成功捕捉到鱼的动态瞬间。接着夏希又帮天文部拍摄星座，但曝光时间过长，照片上的星星变成线状，看不出星座。凉介和夏希从空那里借到一台赤道仪，再次拍摄，成功拍摄出星座照片。
在七夕祭准备过程中，凉介和夏希互相确认爱意，两人开始交往。两人约会时去了摄影展，参观后，凉介建议夏希参加摄影比赛，夏希同意，决定参加“七夕祭写真大会”。夏希一直想拍出“大家愿望都能成真的照片”，她再次向空借赤道仪，拍摄星空的照片参加比赛。夏希此前拍摄的鱼和星星，在七夕祭当天广受好评。在写真大会上，夏希凭借参赛照片《祈愿之桥》获得审查员特别奖，拍摄的是流星划过织女星和牛郎星之间。凉介和夏希对着照片中的流星许愿，希望能永远在一起。School篇落下帷幕。
从学园毕业后，凉介和夏希分别进入大学建筑科和摄影专门学校学习。之后凉介入职我妻建築事務所，夏希则在师傅摄影师手下当助手。就职后，凉介和夏希登记结婚，但没有举行婚礼。夏希的After篇开始时，是凉介入职我妻建築事務所的第二年。在事务所内部竞赛中，凉介多次提交设计方案，逐渐获得认可。夏希则参加了主题为“微笑”的摄影比赛。此时汐凪第一学園举办同窗会，凉介和夏希也去参加。会上，参加者为尚未举行婚礼的凉介和夏希准备了一场惊喜婚礼。夏希的摄影师傅拍下相爱两人接吻的瞬间。后来，摄影比赛结果出炉，夏希的作品获得准大奖，而获得大奖的是凉介和夏希在婚礼上接吻的照片。After篇落下帷幕。

### 沖原美砂路线
少女沖原美砂（／）喜爱大海和鱼类，是自然科学部唯一部员。父亲曾在汐凪市的水族馆“Marinpia汐凪”担任馆长，但剧情开始时该水族馆已歇业。凉介造访Marinpia汐凪时，首次和美砂交流。之后凉介在学园再次遇见美砂，并以活动运营委员身份为美砂所在的自然科学部提供协助。自然科学部决定在七夕祭和天文部共同展出“星空水族馆”。为获得更大展示空间，凉介等人申请使用旧馆，却遭遇阻力，原因是Marinpia汐凪关门使大家认为水族馆本身就乏人问津。凉介通过调查，证明这个水族馆以前很受欢迎，并揭示出闭馆真正原因。在凉介解释下，自然科学部获准使用旧馆。
为实现七夕祭企划，凉介等人开始准备水族箱并采集鱼类。凉介和美砂前往无人岛采集时，意识到互相喜欢对方，两人开始交往。准备过程中一度停电，导致水族箱温度上升、缺氧且变浑浊，但在凉介和美砂的应对下成功解决。凉介还制作了Marinpia汐凪的建筑模型，共同展示。七夕祭当天，水族馆门庭若市。美砂告诉前来参观的市议会议员，希望Marinpia汐凪有朝一日能重新开放。议员表示，如果有更多市民要求，水族馆有可能重开，建议继续踏实开展活动，提高市民认知。七夕祭结束后，两人看着升空的烟火，约定以后都要在一起，School篇落下帷幕。
After篇开始时，距离凉介和美砂相遇已过去8年。凉介供职于我妻建築事務所，美砂则在大学担任初级研究员。在大学研究之余，美砂每月都会为儿童举办一次“海洋生物教室”。美砂的这项课程很受欢迎，不仅登上地方报纸，还在市议会讨论过。这些活动最终开花结果，Marinpia汐凪确定重开，将在PPP模式下依指定管理者制度运营。我妻建築事務所负责重开前的改建工作。美砂辞去大学职务，转任Marinpia汐凪的学艺员。美砂与凉介共同想出展示水母的新企划，顺利获得采纳。开馆准备告一段落之际，凉介向美砂求婚，美砂接受。两人日后在Marinpia汐凪举办婚礼，After篇落下帷幕。

### 鸣泽律佳路线
少女鸣泽律佳（／）擅长弹奏钢琴，父母是著名音乐家。面对已成为专业钢琴家的妹妹巡，律佳感到自卑。凉介转入汐凪第一学園后，坐在律佳旁边，两人开始交流。凉介逐渐在意律佳，邀请她去露营，又鼓励她加入活动运营委员会。成为活动运营委员后，律佳负责音乐会准备工作。受其他活动运营委员所托，律佳邀请妹妹巡参加七夕祭。面对和巡弹奏二重奏的提议，律佳对自己的钢琴没有信心，故拒绝。之后，凉介邀律佳约会，几次约会后，两人开始交往。在与凉介交流的过程中，律佳逐渐发生改变。律佳原本不擅长在别人面前弹钢琴，后来也慢慢克服。在凉介的策略下，律佳认识到自己钢琴的价值，改变主意，决定和巡一起在七夕祭弹奏钢琴。
七夕祭前夕，有学生乐队申请在音乐会上表演。因节目表已敲定，活动运营委员会拒绝申请。七夕祭当天，律佳得知这个乐队所有学生都是今年毕业，错过七夕祭再无表演机会。律佳取得巡和活动运营委员会同意后，将自己和巡的出场机会让给学生乐队。之后，音乐会将在原定时间结束，为实现律佳和巡的表演，凉介等人四处奔走。与教师及附近居民沟通后，凉介等人获准延长音乐会时间。律佳和巡愿望成真，表演钢琴联弹。日后，律佳告诉凉介，自己重拾成为专业钢琴家的目标，School篇落下帷幕。
After篇开始时，凉介和律佳已考入同一所大学，开始同居生活。大学生活之余，凉介在我妻建築事務所实习，律佳则参加钢琴比赛。慢慢，律佳开始赢得国际比赛奖项。大学四年级，凉介忙于我妻准备的入职考试，律佳则为著名国际比赛努力练习。后来，凉介考试通过，加入我妻建築事務所，律佳也赢得国际比赛大奖。就职之际，凉介向律佳求婚，律佳接受。之后，律佳举办首场独奏会，在会上向至今遇到的人致谢，并在最后表演自创曲目。随着时间流逝，律佳已开始教孩子弹钢琴，After篇落下帷幕。

### 雪村透子路线
少女雪村透子（／）和男主角一样，是汐凪第一学園转学生。她的美貌引人注目，但性格难以捉摸，和周围人相处有隔阂。凉介追上进入旧馆的透子后，两人开始交流。和透子在旧馆度过的日子越来越多，凉介意识到自己喜欢透子，并向透子表白，但透子没有认真回应。透子之后向凉介透露，自己多次转学，经历别离，变得远离他人，且最近又要搬家。凉介请求和透子共同度过搬家前的时光，透子答应，不过表白要等到七夕祭再回复。几次约会后，透子就自己的归属感和梦想向凉介倾诉。原来，透子缺乏梦想和目标，觉得会被周围人抛下，因而成为旧馆常客，想要一个只属于自己的地方。
凉介和透子一起参加委员会活动，一起约会，不久便到七夕祭当天。凉介在七夕祭送给透子一束竹枝，上面挂着很多短册纸条。每张短册上，都有一个人写给透子的话。凉介用这些短册，证明透子也有容身之地。透子收下礼物，向凉介表明爱意，决心珍惜和在学园遇到的人的联系。改变主意后，透子向父母任了一回性，获得同意在学园毕业前留在汐凪市，School篇落下帷幕。
After篇开始时，凉介和透子已升上大学四年级。凉介和透子同居，有时会因生活时间差异感到寂寞。凉介攻读建筑科，为毕业前取得二级建筑师资格备考。进修英文科的透子早已拿到工作录用内定，但在认真思考未来人生后，决定放弃录用机会，成为室内设计师支持凉介。两人努力学习，凉介在大学四年级取得二级建筑师资格，透子则在次年取得室内设计师资格。尽管入职时间不同，两人最后都进入我妻建築事務所工作。之后，凉介生日，透子向凉介求婚，凉介也拿出偷偷准备的订婚戒指，向透子求婚。时间流逝，两人举办婚礼，After篇落下帷幕。

## 开发与推广

### 企划
“开发时间表”列出本作品从企划到发售的时间线。
本作品开发团队tone work's，本是专门为Visual Art's 20周年企划作品《初恋1/1》组建。考虑到是专门项目，制作人员想“制作内容多过普通美少女游戏的作品”，“报答用户”，《初恋1/1》制作时不惜成本，融入各种构思。据tone work's的丘野塔也所述，这样制作出来的《初恋1/1》销量喜人，用户反响热烈，尤其是和女主角交往后的附加剧情评价很高。tone work's创立时完全没有打算推出第二部作品，之所以继续制作《星织梦未来》，是因为《初恋1/1》制作完成后，团队内有声音表示“想再做一部作品”。
本作品的企划参考了玩家对《初恋1/1》的评价和改进希望。考虑到《初恋1/1》和女主角交往后的附加剧情获得好评，本作品划分为School篇和After篇两部分，分别着眼于和女主角交往前的学生生活，以及交往后的发展。另外，制作团队收到玩家反馈，认为《初恋1/1》过于沉重，希望剧情更加轻松甜蜜，故本作品定位于描写阳光向上的纯真恋爱。故事时间因此设定为夏天，以表现青春的爽朗。本作品承继tone work's理念，注重“写实恋爱”、“描绘更贴近生活的女主角”。作品以“摇摆于将来梦想和对未来不安的年少男女，所结下的青春情谊和成就感”为主题，制作者希望能让玩家“玩过之后，心中留有幸福”。

### 人选
| 角色       | PC版       | PS4、PSVita版 |
| ---------- | ---------- | ------------- |
| 逢坂空     | 桐谷華     | 種崎敦美      |
| 篠崎真里花 | （ 日语 ） | 前田惠        |
| 濑川夏希   | 桃井莓     | 大久保藍子    |
| 沖原美砂   | 奏雨       | 尾崎真实      |
| 鸣泽律佳   | 北見六花   | 小野涼子      |
| 雪村透子   | （ 日语 ） | 高田初美      |
| 韮泽秀一   | 堀川忍     | 宫下荣治      |
| 我妻盛夫   | 星一人     | 大羽武士      |
| 鸣泽巡     | （ 日语 ） | 石原舞        |

本作品由tone work's企划制作，丘野塔也监制，丘野塔也、今科理央、魁撰写剧本。女主角原画方面，武藤此史负责逢坂空，恋泉天音负责篠崎真里花、沖原美砂，负责濑川夏希、鸣泽律佳，负责雪村透子。柚木Gao绘制SD插画，天門、MANYO、水月陵、Meeon、负责BGM，gram6design制作视频。
本作品女主角由《初恋1/1》的5人增至6人，制作时共起用4名原画师，包括、恋泉天音、武藤此史，以适应女主角人数增加。除本就属Visual Art's的恋泉外，还选择和，是因为他们在前作表现出色，选用与前作相同的原画师有助统一品牌形象，且较少有人能画出和恋泉笔下人物头身相近的可爱角色。新起用武藤此史，则是考虑到tone work's作品风格和他的原画实力。
声优经试音挑选决定角色，具体分配见“声优表”。挑选前，制作人员准备了游戏简介和女主角详情资料，并计算女主角台词数量以确定预算。之后将整理的资料和预算情况提交至制作公司，通知各声优事务所将举行试音。剧本作者根据各声优提交的试音音源讨论，最后选出与女主角形象相匹配的声优，以此决定各角色配音。

### 命名
与前作《初恋1/1》不同，本作品命名并不顺利。《初恋1/1》制作时，程序员想出的名称既符合品牌形象，又适合作品，一提出就被采纳。本作品最初取名《夏恋Summer Love》，原因是有玩家反馈不喜欢《初恋1/1》中的沉重部分，tone work's觉得第二部作品应该轻快，故取了一个感觉“傻乎乎”的名称。后来，tone work's认为这样取名《夏恋Summer Love》继续使用欠妥，决定重新命名。制作团队想取一个和《初恋1/1》一样，既符合品牌形象，又适合作品的名称，但迟迟想不出来，命名工作陷入困境。
tone work's制作时，一般先创作角色，再根据角色编写故事，制作其他部分。本作品命名前，第一女主角逢坂空就已经创作好。故事确定为夏天后，制作人员从空和夏联想到“星”字，从七夕联想到织女，再想到“织”字，又从充满幸福和心跳感的明快故事，以及时间流逝的象征联想到“梦”和“未来”两个词。作品最终定名《星织梦未来》，象征明亮、快乐、清爽的夏季故事，以及许向夜空中星星的纯粹心愿。名称中的“梦未来”部分，有学生时代的梦想和梦想成真的未来之意，分别在School篇和After篇中描绘。

### 角色设计
男主角日野涼介性格爽朗快活，呼应故事发生的时间夏天。本作品中，男主角以帅气现充为设定大前提。在丘野提出的早期方案中，男主角曾打过棒球，后因伤受挫，失意中转入汐凪第一学園。其他制作人员认为该设定氛围太过阴沉，故改为立志成为建筑师。之所以将凉介的梦想定为建筑师，是因为制作人员认为这个职业很酷，学生时代就为此努力也不离奇，且当时正好有书店举行有关建筑师安藤忠雄的促销活动。
女主角逢坂空与星空相关，设计时注重在星空映照时也能自然呈现，不会过于突兀。但这样做容易使剪影缺乏特征，武藤因此费了不少功夫来凸显特色。空的发色曾考虑设为银色，最终因“空之蓝”的女主角形象而定为蓝色。空在开发初期曾命名为“昴”，后因与原画师秋野撞名，改为由发色联想到的名字“空”。
篠崎真里花是制作人员感觉《初恋1/1》中青梅竹马角色刻画不够完整，而再度挑战的产物。监制丘野表示，他个人认为青梅竹马的女主角属性最强，但在游戏经常处于次要地位，又说即便真的如此，还是想在作品中加入青梅竹马女主角，故创作出真里花。在青梅竹马设定下，真里花的设计理念定为平淡无奇的普通女孩。这是因为制作人员认为，普通女孩和男主角相恋后永远在一起，这种剧情会产生强大说服力。而为彰显中心女主角地位，不至于太过平凡，制作人员设计时加入了大胸等要素。
濑川夏希以《初恋1/1》中受欢迎女主角月島叶为原型设计，但形象更加活泼。考虑到夏希性格活泼，适合活跃作品中学园生活气氛，制作人员将她设定为手持相机，这样出现在任何地方都不显奇怪。丘野担心女主角手持相机容易惹人厌，曾要求设计时想办法避免。夏希的相机参考自佳能小型数码相机SX50HS。由于制作人员认为夏希还是学生，不适合拥有需要更换镜头的昂贵相机，故参考原型没有选择单反相机。
沖原美砂的设计，源于故事时间定为夏季后，制作人员想要创作一个与海有关的女主角。制作人员在查找水族馆资料时，发现有的学校有学生运营水族馆，感觉很有趣，从而创造出喜爱并想运营水族馆的女主角美砂。美砂由恋泉在上述设定下设计，设计理念为如太阳般明亮、略显天然的大家闺秀。恋泉在“大家闺秀”“喜欢大海”“巨乳”“轻飘飘”这几项要素下开始设计后，一度陷入苦恼，画得很困难。据恋泉所述，最后设计出的形象类似于“有大海感觉的、海边的大家闺秀”。设计前，美砂设定仅为笼统的喜欢水族馆，后来恋泉完成的设计画了很多水母，故增加特别喜欢水母的设定。
鸣泽律佳的设定来源于一个问题，即“不被任何人打扰、在一个人的世界里一直弹钢琴的孤高女孩，遇见进入自己世界的男生，会发生什么？”。根据负责律佳剧本的白矢喜好，外观定为黑长发。律佳的设定构思顺利，据负责BGM的所述，方案在首次会议上就已经敲定。在上述设定下，律佳设计时注重“黑长发”“透明感”“冷艳女主”形象，发饰和便装也按这些形象设计。为使冷艳女主给人印象不至于冷酷，负责原画的秋野作画时在不少地方留有可爱之处。
雪村透子是和丘野互相交换想法，创作出的女主角。透子随心所欲，性格如猫，保护自己的舒适窝，这些设计理念之后衍生出钥匙设定。故事舞台汐凪第一学園本来没有旧教学楼，后来因为制作过程中有了透子擅自进出旧教学楼的设定，所以加上旧教学楼。透子的设计在展现存在感的同时，也考虑到要与After篇年龄相称。透子发型为中长发，在美少女游戏中相对较短，故画面演出加入头发随风飘扬等处理，让头发显得更加突出。
建筑师我妻盛夫设计为向男主角提供人生建议的角色。为使作品更加真实，制作团队购入大量面向有志于建筑师者的职业指南，以及安藤忠雄著作，学习建筑师相关知识。韮泽秀一设计时，以不妨碍男主角、有魅力但有时又少根筋为设计理念。为消除女主角与秀一恋爱的可能性，制作人员将秀一设定为已有女友。至于鸣泽巡，制作人员表示，她拥有律佳所没有的一切，是描写律佳阴暗面所必须的角色。

### 推广
2013年9月30日，网络电台节目《向星星许愿直播电台》在niconico生放送开播。2013年12月21日，本作品在当天发售的《TECH GIAN》2014年2月号和官方网站上正式公布。2014年5月3日至5日，本作品在日本各地举行名为“星巡之旅”的派发活动，发放收录广播剧CD和主题曲的《星织梦声音》，以及载有设定图和制作人员评论的《星织梦笔记》。2014年5月23日，本作品体验版发布，内含共通路线以及6名女主角的性爱场面。发售前，本作品还曾派发书签，发布发售前倒数视频和印象歌曲等。

## 音乐
本作品共有13首歌曲，其中主题曲1首，印象歌曲6首，片尾曲6首。相比《初恋1/1》的9首歌曲，制作人员希望本作品歌曲多到能制作一张完整专辑，故增加至13首。作品中播放的BGM共30首。《星织梦未来》预约特典附有原声带，收录作品中所有BGM和主题曲。《星织梦未来 Vocal Collection》收录作品中使用的13首歌曲，具体曲目见下。
| 曲序     | 曲目                                     |          | 作曲        | 演唱     | 时长    |
| -------- | ---------------------------------------- | -------- | ----------- | -------- | ------- |
| 1.       | （游戏主题曲）                           | 丘野塔野 |             | Ceui     | 4:26    |
| 2.       | Star Linker（逢坂空印象歌曲）            | 魁       | MANYO       | 霜月遥   | 5:05    |
| 3.       | Celestia（逢坂空片尾曲）                 | 魁       | MANYO       | 霜月遥   | 4:55    |
| 4.       | （篠崎真里花印象歌曲）                   | 丘野塔也 |             | 佐咲紗花 | 5:15    |
| 5.       | （篠崎真里花片尾曲）                     | 丘野塔也 |             | 佐咲紗花 | 5:08    |
| 6.       | Just Love The Moment（濑川夏希印象歌曲） | 魁       | 竹下智博    | AiRI     | 4:48    |
| 7.       | （濑川夏希片尾曲）                       | 魁       | 竹下智博    | AiRI     | 5:15    |
| 8.       | （沖原美砂印象歌曲）                     | 丘野塔也 | 宮崎京一    | rino     | 3:33    |
| 9.       | 未来航路（沖原美砂片尾曲）               | 丘野塔也 | 宮崎京一    | rino     | 4:11    |
| 10.      | （鸣泽律佳印象歌曲）                     |          |             | Luna     | 5:24    |
| 11.      | （鸣泽律佳片尾曲）                       |          |             | Luna     | 6:11    |
| 12.      | Make a Wish（雪村透子印象歌曲）          |          | ANZE HIJIRI | Duca     | 4:42    |
| 13.      | （雪村透子片尾曲）                       |          | ANZE HIJIRI | Duca     | 4:15    |
| 总时长： | 总时长：                                 | 总时长： | 总时长：    | 总时长： | 1:03:08 |

## 反响

### 销量
在发售当月（2014年7月）销量排行中，本作品初回版分别在《PCpress》、《Getchu.com》、《PUSH!!》、《TECH GIAN》、《Amazon》统计下，排名第2名、第3名、第3名、第2名、第2名。在次月（2014年8月）销量排行中，初回版在《PCpress》统计下排名第20名，《Getchu.com》统计下排名第24名，未列入《PUSH!!》统计公布的前20名。2014年8月29日，《星织梦未来》通常版发售，在《Getchu.com》统计的2014年8月销量排行中，排名第26名。在2014年美少女游戏全年销量排行中，本作品在《Getchu.com》统计下排名第22名，《BugBug》统计下排名第20名，未列入《PUSH!!》统计公布的前15名。上述排行没有列出具体销售数量。
自2016年8月10日发售至2016年8月14日，PSVita版共卖出3,585套。
在《Perfect Edition》发售当月（2021年6月）销量排行中，根据《Getchu.com》统计，通常版排名第5名，豪华限定版《向星星许愿套装》排名第20名。根据《BugBug》统计，《Perfect Edition》排名第6名。

### 人气投票

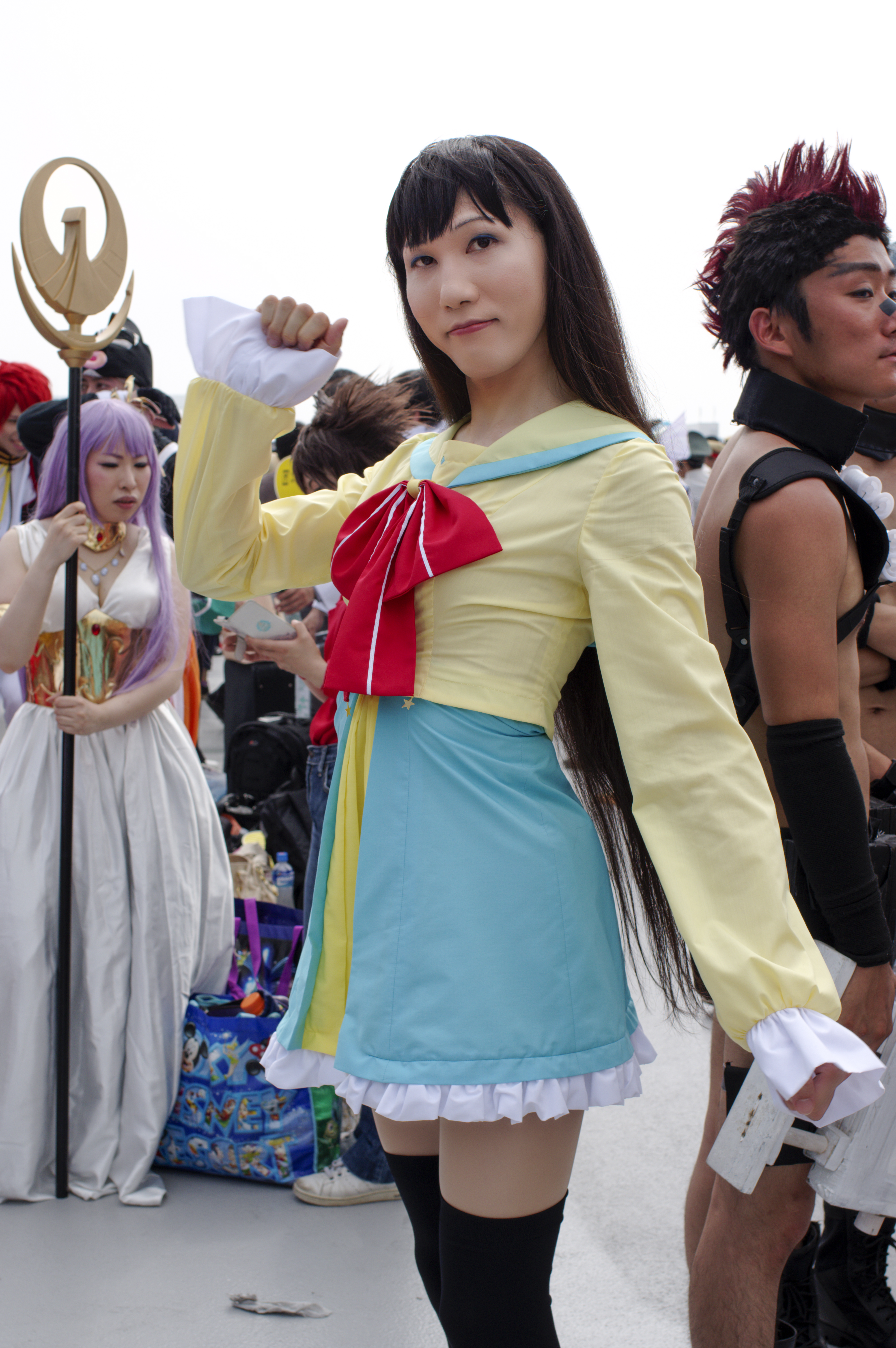
角色鸣泽律佳的Cosplay（摄于2014年8月17日）

在《Getchu.com》针对2014年7月推出的美少女游戏所举行的人气投票中，本作品获得第1名。在《Getchu.com》举行的2014年度美少女游戏人气投票中，本作品获得综合部门第5名，绘图部门第7名，音乐部门第1名，视频部门第8名，女主角鸣泽律佳获得角色部门第7名。剧情部门、系统部门、色情部门未入选。
在《BugBug》举行的2014年度美少女游戏人气投票中，本作品入选所有部门，当中综合部门第4名、色情部门第15名、剧情部门第5名、游戏性部门第12名、音效部门第5名、配音部门第7名，女主角逢坂空获得角色部门第18名。
在《Getchu.com》针对2021年6月推出的美少女游戏所举行的人气投票中，《Perfect Edition》获得第3名。在《Getchu.com》举行的2021年度美少女游戏人气投票中，《Perfect Edition》获得综合部门第18名。

### 评价
《BugBug》2014年8月号刊登体验版评价。评论认为，用智能手机和女主角互发文字信息的系统很有趣，就像是自己在和女主角互动。剧情方面，评论赞赏作品描绘出和女孩关系一步一脚印的发展，认为单凭只有故事序章的体验版，已经可以让玩家充分体验“现充”般的学园生活。
《BugBug》2014年9月号评价，School篇剧情中，因种种原因各自孤立的女主角们，在围绕男主角准备七夕祭的过程中，逐渐走在一起，这正是青春的体现，令人感动。杂志指出，After篇剧情中，对结婚前后描写充足，不同女主角有不同角度，描绘同居、求婚、见父母、买房、生孩子等剧情发展。就各女主角印象和各路线评价，杂志意见如下：
- 逢坂空方面，杂志表示，她平时少言寡语，态度冷淡，但谈到自己喜欢的星星，就口若悬河，显得很可爱。杂志认为，School篇剧情中，和朋友们一起为七夕祭制作星象馆的故事令人感动。杂志评价，After篇剧情中，两人就工作互相提出建议，深化感情，内容最符合《星织梦未来》中共同描绘梦想与未来的主题，剧情有深度，令人印象深刻。
- 篠崎真里花方面，杂志表示，她为实现体弱多病时未能实现的梦想，即与男主角一起度过学园生活，而努力的样子惹人怜爱。杂志称，School篇剧情中，身为活动运营委员的她，在与男主角一起活动的过程中变得越来越积极，体现出人的成长。杂志认为，After篇剧情中，婚礼是最大看点，听到真里花读出写给父母的感谢信时，不禁热泪盈眶。
- 濑川夏希方面，杂志表示，School篇剧情中，和活泼的夏希度过的每一天都十分舒适。夏希参加摄影比赛，为After篇埋下伏笔的安排很有趣。杂志认为，After篇剧情中，同居生活的甜蜜故事接连不断，感觉非常幸福。
- 沖原美砂方面，杂志表示，玩家可在此路线中，享受对《星织梦未来》中唯一年上女主角的依赖。杂志指出，School篇剧情中，美砂的水族馆重开之梦尚未实现，但查找水族馆闭馆原因，在市内发放问卷调查等情节，已为After篇留下许多伏笔。杂志认为，After篇剧情中，两人目标重开水族馆，这时男主角立志成为建筑师的设定得到最大发挥，让人情绪高涨。
- 鸣泽律佳方面，杂志认为，她原本态度冷淡，成为恋人后态度转变，这种反差极具破坏力，显得很萌。杂志表示，School篇剧情中，面对专业钢琴家妹妹，律佳曾对自己的钢琴才能感到自卑，后来与妹妹和解，在School篇高潮部分所表演的联弹之美丽，相信玩家无不感动。杂志认为，After篇剧情中，律佳成为专业钢琴家，在最后百感交集弹奏钢琴的场景，最能触动人心。
- 雪村透子方面，杂志表示，School篇剧情中，两人在封闭的旧教学楼独处，加深感情的场景令人神往。杂志称，凉介和透子成为恋人后，透子搬家的情节发展让人目不转睛，捏一把汗。杂志指出，描绘同居生活的After篇剧情中，两人因生活时间差异错过一些事，体现出所描绘的同居生活并非全是甜蜜，给人现实感。

《BugBug》2015年4月号表示，本作品“从不同角度描绘原本孤立的女主角们，在准备七夕祭的过程中走在一起，以及（男主角）和各女主角交往后的幸福未来，分量感压倒普通AVG”。本作品除描写和女主角在学园生活中相恋的过程外，还描绘毕业之后，男主角向女主角求婚的场景，以及结婚后的故事。《BugBug》总编大澤忠基称，本作品给人感觉和《同级生》一样与现实相连，猜测资深玩家也会给出高度评价。音乐方面，杂志评论，为各女主角准备的印象曲和片尾曲完成度很高，加深玩家玩后感动。杂志指出，各女主角歌曲全部由不同歌手演唱，而歌曲制作有天門和MANYO等人参与，认为音乐制作团队堪称豪华，喜欢美少女游戏歌曲的人难以抗拒。
《Fami通》2016年8月18、25日号刊登PSVita版评价，4名评价者分别给出8、8、7、8分，本作品获得40分满分中31分，进入30-31分游戏所属的“银殿堂”。剧情方面，评论认为，本作品等身大的恋爱给人以真实感，各女主角个性和魅力描绘出色，从学生时代恋爱走到结婚的剧情能够吸引人读到最后。也有评论意见指出剧情缺少戏剧性变化，可能会有人觉得无聊。游戏系统方面，评论认为游戏各功能充实，可以舒适游玩，同时指出选项就剧情长度而言过少。另外，评论还指出从PC版移植时，增添的要素较为薄弱。
游戏信息网站《Gamer》评价，PSVita版融入细心考虑以描绘写实恋爱，与女主角关系的点滴积累描写仔细，并以画面美感支撑作品魅力。

## 相关商品
2014年5月15日，制作方宣布将发售印有本作品女主角逢坂空插画的平板电脑，2014年5月22日至2014年6月2日接受预订。2014年8月29日，《星织梦未来 Vocal Collection》发售，收录本作品使用的13首歌曲。2015年4月25日，Coremagazine出版《星织梦未来 Artworks》，刊载作品中使用的所有事件CG和制作访谈。除此之外，本作品还发售了印有登场角色图案的马克杯和挂画等周边商品。
2016年8月10日，PSVita移植版《星织梦未来 Converted Edition》发售，2017年9月14日发售PS4版。2021年6月25日，Windows平台逆移植完全版《星织梦未来 Perfect Edition》发售，支持全高清分辨率。

## 脚注